# AZ Jeugdopleiding

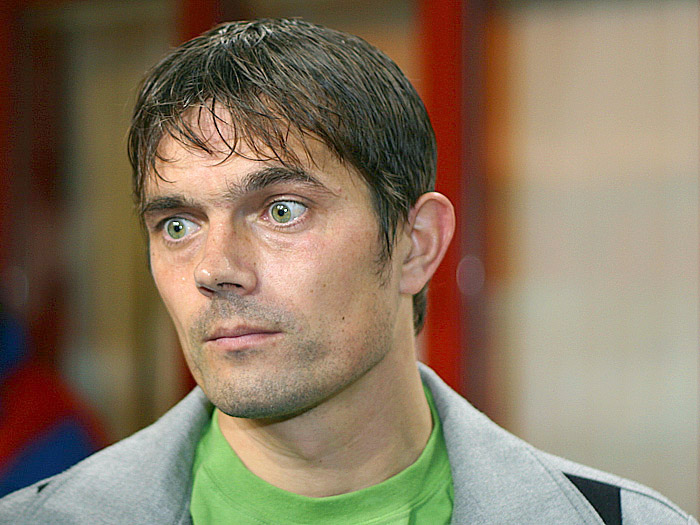
Phillip Cocu is de succesvolste speler die AZ ooit heeft voortgebracht

De AZ Jeugdopleiding is de regionale jeugdopleiding (RJO) van de voetbalclub AZ. Het is gevestigd op het AFAS Trainingscompex aan de Zuiderweg nabij Zaandam in de Wijdewormer. Hier wordt doordeweeks door negen jeugdteams getraind en worden het merendeel van de wedstrijden van Jong AZ gespeeld.
Tussen 2008 en 2013 werkten AZ en Telstar samen op het gebied van de jeugdopleiding. Hierdoor was het voor AZ mogelijk jeugdspelers bij Telstar ervaring op te laten doen. Deze samenwerking werd geïntensiveerd nadat Telstar haar beloftenteam vanaf seizoen 2009/10 heeft opgeheven, maar door een gebrek aan spelers die op basis van deze samenwerking de stap naar AZ 1 gemaakt hebben, is deze samenwerking in 2013 weer beëindigd.

De laatste leeftijdscategorie die werd toegevoegd is AZ Onder 11, dat in het seizoen 2016-2017 debuteert.
In 2016 heeft AZ het nieuwe jeugdcomplex betrokken op sportpark Kalverhoek in de Zaanstreek. Dit is een modern jeugdcomplex dat zich qua beschikbare faciliteiten met de internationale top kan meten.

De AZ Jeugdopleiding heeft sinds 2004 vier sterren (5000 punten of meer), het maximumaantal in het certificeringsysteem van de KNVB. Hiermee behoort AZ in Nederland tot de nationale top. Dit werd in 2015 en 2016 nogmaals bevestigd door winst van de juryprijs Rinus Michels Award voor de beste jeugdopleiding van Nederland.

## Jeugdteams

### Onder 19
AZ Onder 19 (A1) komt uit in de A-Junioren Eredivisie.

#### UEFA Youth League
Nadat AZ-19 in seizoen 2019-2020 landskampioen werd mochten ze meedoen aan de UEFA Youth League van 2020-2021. Deze editie werd afgelast vanwege de coronapandemie maar AZ-19 mocht in 2021-2022 alsnog meedoen. In 2022-2023 werd het toernooi gewonnen door AZ-19. 

##### Deelgenomen edities
| Seizoen   | Resultaat |
| --------- | --------- |
| 2020-2021 | Afgelast  |
| 2021-2022 | 1/8       |
| 2022-2023 | W         |
| 2023-2024 | 1/8       |
| 2024-2025 | 1/2       |

| #   | Legenda                                  |
| --- | ---------------------------------------- |
| 1/8 | Laatste 16                               |
| 1/4 | Kwartfinale                              |
| 1/2 | Halve finale                             |
| F   | Verloren finale                          |
| W   | Winnaar finale                           |
| *   | Seizoen nog gaande of nog niet begonnen. |

### Overige Teams
| De Jeugdopleiding omvat verder: | De Jeugdopleiding omvat verder: | De Jeugdopleiding omvat verder:            |
| Team:                           |                                 | Actief in competitie(s):                   |
| ------------------------------- | ------------------------------- | ------------------------------------------ |
| Onder 17                        |                                 | B-Junioren Eredivisie, Jeugdcup            |
| Onder 16                        |                                 | Landelijke Onder 16 competitie             |
| Onder 15                        |                                 | C-Junioren Eredivisie, KNVB beker          |
| Onder 14                        |                                 | Regionale Onder 14 competitie*             |
| Onder 13                        |                                 | Landelijke Onder 13 competitie, KNVB beker |
| Onder 12                        |                                 | Regionale Onder 12 competitie*             |

* De bovenste ploegen uit deze competitie strijden met de ploegen uit de andere regio('s) in het voorjaar om het landskampioenschap.

## Erelijst

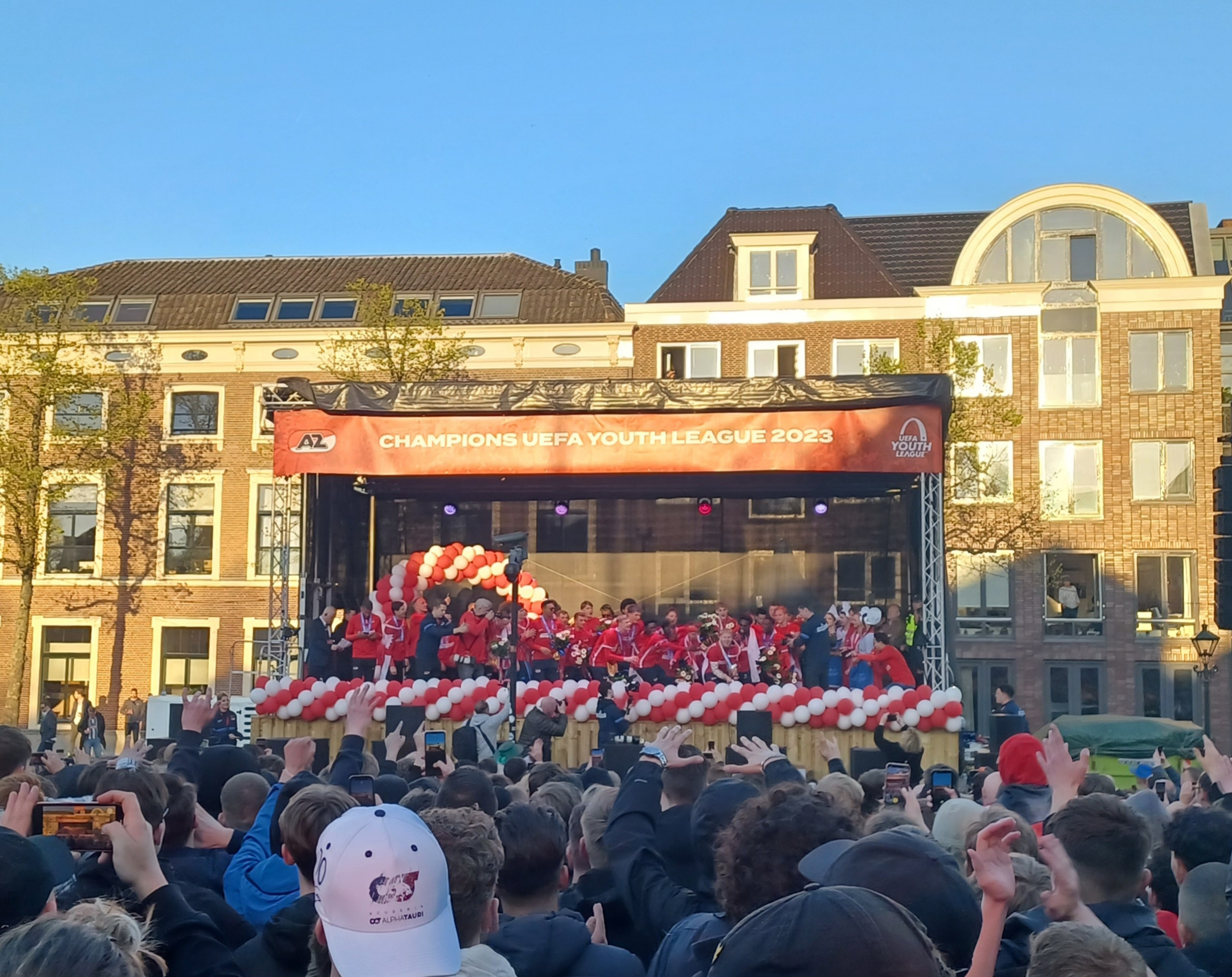
Huldiging van AZ Onder 18 op het Waagplein, te Alkmaar, na winst in de Youth League van 2022/2023.

### Juryprijzen
Rinus Michels Award
Gewonnen: 2015, 2016
Nominatie: 2006, 2009, 2011, 2012, 2013

### A-Junioren
Onder 19 (A1)
UEFA Youth League (1x)
Winnaar: 2022/2023
Copa Amsterdam (1x)
Winnaar: 2009
Eurovoetbal
Verliezend finalist: 2006

### B-Junioren
| Onder 17 (B1) Landskampioen (1x) 2023 |  | Onder 16 (B2) Landelijk Voorjaar (1x) 2016 Landelijk A (1x) 2013 Regionaal Najaar (2x) 2014, 2015 3e Divisie A (1x) 2012 |

### C-Junioren
| Onder 15 (C1) Landskampioen 2013 1e Divisie A (3x) 2007, 2010, 2013 Regionaal Najaar (1x) 2014 |  | Onder 14 (C2) Landelijk Voorjaar (1x) 2009 Regionaal Najaar (1x) 2012 |

### D-Pupillen
| Onder 13 (D1) Landskampioen 2013 1e Divisie A (2x) 2009, 2013 KNVB beker (1x) 2016 Regionaal Najaar (1x) 2015 Topklasse A (2x) 2005, 2006 |  | Onder 12 (D2) Landelijk voorjaar (1x) 2016 Regionaal Najaar (1x) 2015 Hoofdklasse A (1x) 2009 1e Klasse A (1x) 2007 |

## Accommodaties

### Sportcomplex 't Lood
Sportcomplex 't Lood is het sportcomplex van amateurvereniging Flamingo's '64. Het sportcomplex ligt aan de Loodpolderweg, in een industrieterrein nabij het AFAS Stadion. In 2002 hebben AZ (voetbalclub) en Flamingo's een overeenkomst gesloten om het sportcomplex samen te delen. Sindsdien spelen en trainen alle jeugdteams van AZ op Sportcomplex 't Lood.
In 2007 werd het jeugdcomplex van AZ op 't Lood door Haris Međunjanin geopend.
In oktober 2015 verhuisde de jeugdopleiding naar het nieuwe complex in de Zaanstreek.

### Nieuw Jeugdcomplex Alkmaar
AZ wilde haar jeugdopleiding verder professionaliseren en daartoe hadden AZ en de Gemeente Alkmaar plannen om een geheel nieuw jeugdcomplex te bouwen aan de westrand van Alkmaar. In de plannen is ruimte voor zeven velden van AZ, drie van de ernaast gelegen amateurclub AFC '34 en één rugbyveld. AZ en AFC '34 zullen het terrein samen gebruiken om ruimte te besparen, maar beide clubs zullen een eigen clubgebouw en velden in beheer krijgen. Voor de verhuizing naar sportcomplex 't Lood in 2002 werd er ook op de velden van AFC '34 getraind en gespeeld. Het doel was dat dit complex in 2014 gereed zou zijn. Vanwege vertraging in de procedure, ook omdat AZ een wijziging van het oorspronkelijke plan wilde doorvoeren, en een uiteindelijk conflict tussen de Gemeente en AZ leidde ertoe dat AZ besloot om niet in Alkmaar maar in de Zaanstreek het nieuwe complex te laten bouwen.

### AFAS Trainingscomplex
Het AFAS Trainingscomplex is het nieuwe sportcomplex van de AZ jeugdopleiding. Het sportcomplex ligt aan de Zuiderweg, in een polder nabij Zaandam in de Wijdewormer. In mei 2014 werd besloten hier het nieuwe trainingscomplex te bouwen. De eerste paal ging najaar 2015 de grond in en de eerste wedstrijden werden op zaterdag 3 oktober gespeeld. Dit terwijl het hoofdgebouw nog in aanbouw was. Hiermee is de oorspronkelijke link van AZ met de Zaanstreek weer in ere hersteld.

## Doorgestroomde jeugdspelers
Deze lijst omvat spelers die sinds de oprichting van de AZ Voetbalschool minimaal één seizoen in de A-jeugd (of lager) van AZ gespeeld hebben en in een officiële wedstrijd hun debuut maakten voor de hoofdmacht van AZ.
Het gaat hier om officiële wedstrijden in het betaald voetbal, de KNVB beker of Europees voetbal.
| Seizoen                                          | Nationaliteit                            | Naam                                     | Debuut                                   | Competitie                               | Pos.                                     | Gescoord bij debuut                      |
| Vanaf seizoen 2020/21 tot en met 2029/30         | Vanaf seizoen 2020/21 tot en met 2029/30 | Vanaf seizoen 2020/21 tot en met 2029/30 | Vanaf seizoen 2020/21 tot en met 2029/30 | Vanaf seizoen 2020/21 tot en met 2029/30 | Vanaf seizoen 2020/21 tot en met 2029/30 | Vanaf seizoen 2020/21 tot en met 2029/30 |
| ------------------------------------------------ | ---------------------------------------- | ---------------------------------------- | ---------------------------------------- | ---------------------------------------- | ---------------------------------------- | ---------------------------------------- |
| 2022/23                                          | Nederland                                | Mexx Meerdink                            | 7 maart 2023                             | Conference League                        | A                                        | Nee                                      |
| 2022/23                                          | Nederland                                | Wouter Goes                              | 4 februari 2023                          | Eredivisie                               | V                                        | Nee                                      |
| 2022/23                                          | Nederland                                | Fedde de Jong                            | 28 juli 2022                             | Conference League                        | M                                        | Ja                                       |
| 2021/22                                          | Nederland                                | Maxim Dekker                             | 29 mei 2022                              | Eredivisie                               | V                                        | Nee                                      |
| 2021/22                                          | Nederland                                | Myron van Brederode                      | 15 mei 2022                              | Eredivisie                               | A                                        | Nee                                      |
| 2021/22                                          | Nederland                                | Zico Buurmeester                         | 5 december 2021                          | Eredivisie                               | M                                        | Nee                                      |
| 2021/22                                          | Nederland                                | Peer Koopmeiners                         | 17 oktober 2021                          | Eredivisie                               | M                                        | Nee                                      |
| 2021/22                                          | Nederland                                | Ernest Poku                              | 14 augustus 2021                         | Eredivisie                               | A                                        | Nee                                      |
| 2021/22                                          | Nederland                                | Thijs Oosting                            | 14 augustus 2021                         | Eredivisie                               | M                                        | Nee                                      |
| 2020/21                                          | Nederland                                | Jorn Berkhout                            | 16 mei 2021                              | Eredivisie                               | V                                        | Nee                                      |
| 2020/21                                          | Nederland                                | Jelle Duin                               | 14 februari 2021                         | Eredivisie                               | A                                        | Nee                                      |
| 2020/21                                          | Nederland                                | Tijs Velthuis                            | 5 november 2020                          | Europa League                            | V                                        | Nee                                      |
| 2020/21                                          | Turkije                                  | Yusuf Barası                             | 29 oktober 2020                          | Europa League                            | A                                        | Nee                                      |
| 2020/21                                          | Nederland                                | Maxim Gullit                             | 29 oktober 2020                          | Europa League                            | V                                        | Nee                                      |
| 2020/21                                          | Nederland                                | Hobie Verhulst                           | 4 oktober 2020                           | Eredivisie                               | D                                        | Nee                                      |
| Vanaf seizoen 2010/11 tot en met 2019/20         |                                          |                                          |                                          |                                          |                                          |                                          |
| 2019/20                                          | Nederland                                | Mohamed Taabouni                         | 18 december 2019                         | KNVB beker                               | M                                        | Nee                                      |
| 2019/20                                          | Nederland                                | Joris Kramer                             | 18 augustus 2019                         | Eredivisie                               | V                                        | Nee                                      |
| 2018/19                                          | Nederland                                | Kenzo Goudmijn                           | 15 mei 2019                              | Eredivisie                               | M                                        | Nee                                      |
| 2017/18                                          | Nederland                                | Mees Hoedemakers                         | 6 mei 2018                               | Eredivisie                               | M                                        | Nee                                      |
| 2017/18                                          | Nederland                                | Myron Boadu                              | 6 mei 2018                               | Eredivisie                               | A                                        | Nee                                      |
| 2017/18                                          | Nederland                                | Ferdy Druijf                             | 28 januari 2018                          | Eredivisie                               | A                                        | Nee                                      |
| 2017/18                                          | Nederland                                | Teun Koopmeiners                         | 1 oktober 2017                           | Eredivisie                               | M                                        | Nee                                      |
| 2016/17                                          | Nederland                                | Owen Wijndal                             | 4 februari 2017                          | Eredivisie                               | V                                        | Nee                                      |
| 2016/17                                          | Nederland                                | Calvin Stengs                            | 14 december 2016                         | KNVB beker                               | A                                        | Nee                                      |
| 2016/17                                          | Nederland                                | Nick Olij                                | 14 december 2016                         | KNVB beker                               | D                                        | Nee                                      |
| 2016/17                                          | Nederland                                | Jeremy Helmer                            | 21 september 2016                        | KNVB beker                               | M                                        | Nee                                      |
| 2016/17                                          | Nederland                                | Guus Til                                 | 4 augustus 2016                          | Europa League                            | M                                        | Nee                                      |
| 2015/16                                          | Nederland                                | Levi Opdam                               | 2 februari 2016                          | KNVB beker                               | V                                        | Nee                                      |
| 2015/16                                          | Griekenland                              | Pantelis Hatzidiakos                     | 10 december 2015                         | Europa League                            | V                                        | Nee                                      |
| 2015/16                                          | Nederland                                | Thomas Ouwejan                           | 10 december 2015                         | Europa League                            | M                                        | Nee                                      |
| 2015/16                                          | Nederland                                | Ben Rienstra                             | 30 augustus 2015                         | Eredivisie                               | M                                        | Nee                                      |
| 2015/16                                          | Nederland                                | Achille Vaarnold                         | 6 augustus 2015                          | Europa League                            | A                                        | Nee                                      |
| 2014/15                                          | Nederland                                | Stijn Spierings                          | 13 februari 2015                         | Eredivisie                               | M                                        | Nee                                      |
| 2014/15                                          | Nederland                                | Dabney dos Santos                        | 25 oktober 2014                          | Eredivisie                               | A                                        | Nee                                      |
| 2014/15                                          | Nederland                                | Derrick Luckassen                        | 30 augustus 2014                         | Eredivisie                               | A                                        | Nee                                      |
| 2013/14                                          | Nederland                                | Thom Haye                                | 23 februari 2014                         | Eredivisie                               | M                                        | Nee                                      |
| 2013/14                                          | Nederland                                | Wesley Hoedt                             | 12 december 2013                         | Europa League                            | V                                        | Nee                                      |
| 2013/14                                          | Nederland                                | Joris van Overeem                        | 30 oktober 2013                          | KNVB beker                               | M                                        | Ja                                       |
| 2013/14                                          | Nederland                                | Ridgeciano Haps                          | 28 september 2013                        | Eredivisie                               | V                                        | Nee                                      |
| 2012/13                                          | Kameroen                                 | Willie Overtoom                          | 29 januari 2013                          | KNVB beker                               | M                                        | Nee                                      |
| 2012/13                                          | Finland                                  | Thomas Lam                               | 16 september 2012                        | Eredivisie                               | V                                        | Nee                                      |
| 2012/13                                          | Nederland                                | Mikhail Rosheuvel                        | 26 augustus 2012                         | Eredivisie                               | A                                        | Nee                                      |
| 2011/12                                          | Nederland                                | Fernando Lewis                           | 20 oktober 2011                          | Europa League                            | A                                        | Nee                                      |
| 2011/12                                          | Nederland                                | Kevin Luckassen                          | 22 september 2011                        | KNVB beker                               | A                                        | Nee                                      |
| 2011/12                                          | Marokko                                  | Ali Messaoud                             | 22 september 2011                        | KNVB beker                               | M                                        | Nee                                      |
| 2010/11                                          | Nederland                                | Giliano Wijnaldum                        | 16 april 2011                            | Eredivisie                               | V                                        | Nee                                      |
| 2010/11                                          | Nederland                                | Adam Maher                               | 15 december 2010                         | Europa League                            | M                                        | Ja                                       |
| 2010/11                                          | IJsland                                  | Kolbeinn Sigthórsson                     | 5 augustus 2010                          | Europa League                            | A                                        | Nee                                      |
| Vanaf seizoen 2000/01 tot en met 2009/10         |                                          |                                          |                                          |                                          |                                          |                                          |
| 2008/09                                          | Finland                                  | Toni Kolehmainen                         | 21 januari 2009                          | KNVB beker                               | M                                        | Nee                                      |
| 2008/09                                          | Nederland                                | Marko Vejinović                          | 21 januari 2009                          | KNVB beker                               | M                                        | Nee                                      |
| 2008/09                                          | Nederland                                | Kees Luijckx                             | 28 november 2008                         | Eredivisie                               | M                                        | Nee                                      |
| 2007/08                                          | IJsland                                  | Aron Gunnarsson                          | 10 februari 2008                         | Eredivisie                               | M                                        | Nee                                      |
| 2007/08                                          | Nederland                                | Gregory Nelson                           | 30 september 2007                        | Eredivisie                               | A                                        | Nee                                      |
| 2006/07                                          | Nederland                                | Ruud Vormer                              | 27 december 2006                         | Eredivisie                               | M                                        | Nee                                      |
| 2006/07                                          | Nederland                                | Job Bulters                              | 11 november 2006                         | Eredivisie                               | D                                        | Nee                                      |
| 2005/06                                          | Nederland                                | Jeremain Lens                            | 3 maart 2006                             | Eredivisie                               | A                                        | Nee                                      |
| 2004/05                                          | Nederland                                | Tom Zoontjes                             | 23 april 2005                            | Eredivisie                               | V                                        | Nee                                      |
| 2004/05                                          | Nederland                                | Ron Vlaar                                | 23 april 2005                            | Eredivisie                               | V                                        | Nee                                      |
| 2004/05                                          | Bosnië en Herzegovina                    | Haris Međunjanin                         | 20 februari 2005                         | Eredivisie                               | M                                        | Nee                                      |
| 2003/04                                          | Nederland                                | Arjan Wisse                              | 28 januari 2004                          | Eredivisie                               | A                                        | Ja                                       |
| 2003/04                                          | Curaçao                                  | Christy Bonevacia                        | 20 september 2003                        | Eredivisie                               | M                                        | Nee                                      |
| Doorgestroomde jeugdspelers vóór seizoen 2000/01 |                                          |                                          |                                          |                                          |                                          |                                          |
| 1999/00                                          | Nederland                                | Hans van der Woude                       | 23 september 1999                        | KNVB beker                               | M                                        | onbekend                                 |
| 1993/94                                          | Nederland                                | Tristan Ooms                             | 4 december 1993                          | Eerste divisie                           | M                                        | onbekend                                 |
| 1988/89                                          | Nederland                                | Phillip Cocu                             | 22 januari 1989                          | Eerste divisie                           | M                                        | onbekend                                 |

## Lijst van internationals uit de AZ Jeugdopleiding
Een flik aantal spelers die in een van de juniorenteams van de AZ Jeugdopleiding gespeeld hebben zijn later international van hun land geworden. De bekendsten hiervan zijn ongetwijfeld Phillip Cocu, Ron Vlaar, Khalid Boulahrouz en Jeremain Lens. Hieronder staan al deze spelers in een schema weergegeven.

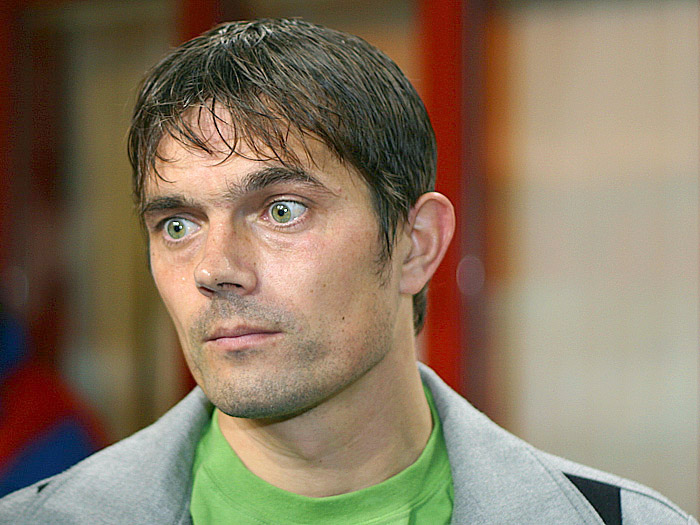
Phillip Cocu
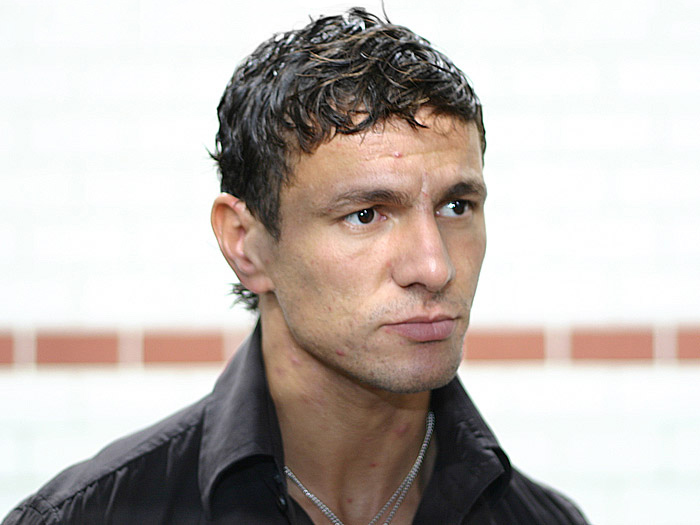
Khalid Boulahrouz
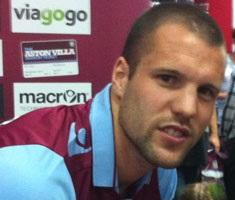
Ron Vlaar
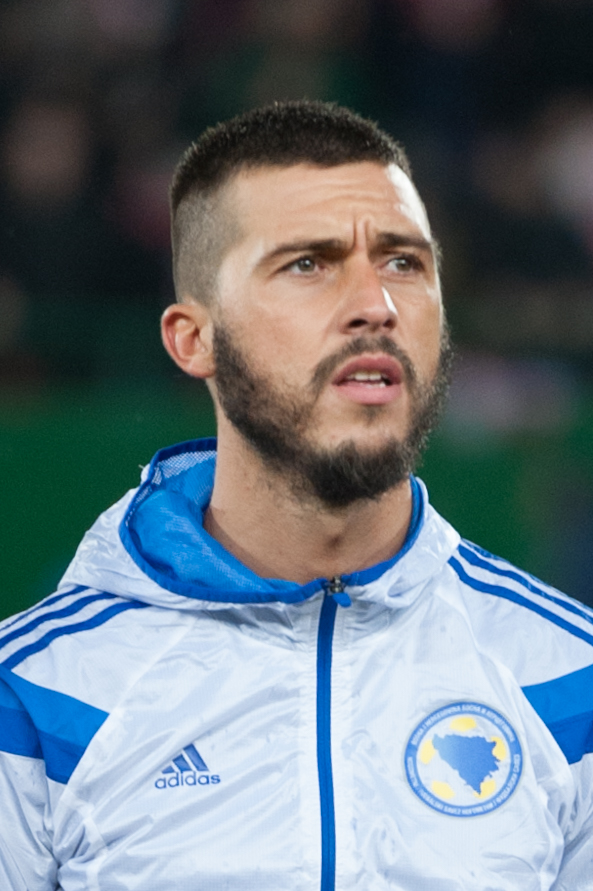
Haris Međunjanin
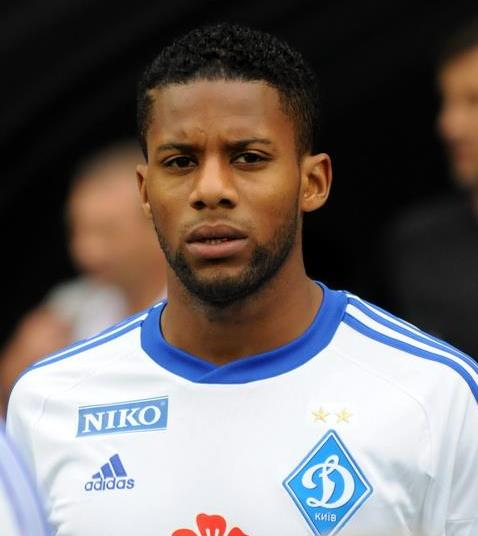
Jeremain Lens
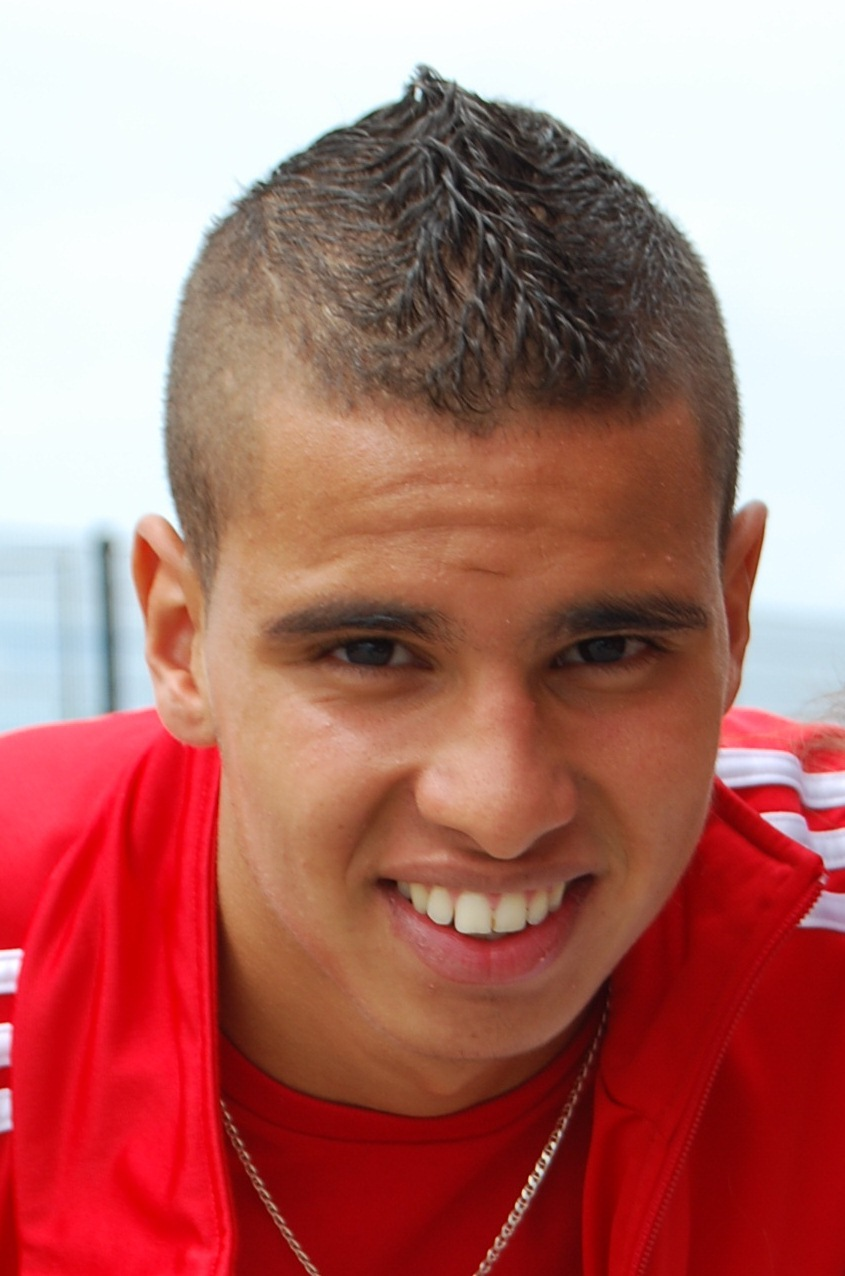
Adam Maher

| Land | Naam speler         | Debuut     | Int. | Goals | Positie      |
| --- | ------------------- | ---------- | ---- | ----- | ------------ |
| Nederland                                                                                                | Phillip Cocu        | 24-04-1996 | 101  | 10    | Middenvelder |
| Nederland                                                                                                | Khalid Boulahrouz   | 03-09-2004 | 35   | 0     | Verdediger   |
| Nederland                                                                                                | Ron Vlaar           | 08-10-2005 | 32   | 1     | Verdediger   |
| IJsland                                                                                                  | Aron Gunnarsson     | 02-02-2008 | 70   | 2     | Middenvelder |
| Bosnië                                                                                                   | Haris Međunjanin    | 18-11-2009 | 54   | 8     | Middenvelder |
| IJsland                                                                                                  | Kolbeinn Sigþórsson | 21-03-2010 | 44   | 22    | Aanvaller    |
| Nederland                                                                                                | Jeremain Lens       | 11-08-2010 | 33   | 8     | Aanvaller    |
| Marokko                                                                                                  | Oussama Assaidi     | 09-02-2011 | 17   | 2     | Aanvaller    |
| Curaçao                                                                                                  | Christy Bonevacia   | 02-09-2011 | 6    | 0     | Middenvelder |
| Finland                                                                                                  | Toni Kolehmainen    | 22-01-2012 | 10   | 3     | Middenvelder |
| Kameroen                                                                                                 | Willie Overtoom     | 26-05-2012 | 3    | 0     | Middenvelder |
| Nederland                                                                                                | Luciano Narsingh    | 30-05-2012 | 19   | 4     | Aanvaller    |
| Nederland                                                                                                | Adam Maher          | 15-08-2012 | 5    | 0     | Middenvelder |
| Turkije                                                                                                  | Oğuzhan Özyakup     | 28-05-2013 | 25   | 1     | Middenvelder |
| Finland                                                                                                  | Thomas Lam          | 09-06-2015 | 10   | 0     | Verdediger   |
| Nederland                                                                                                | Wesley Hoedt        | 25-03-2017 | 2    | 0     | Verdediger   |
| Bijgewerkt tot 02-04-2017. Een Vetgedrukte speler is in afgelopen twee jaar minstens eenmaal opgeroepen. |                     |            |      |       |              |

## Jeugdspelers op eindrondes
Door de jaren heen zijn heel wat AZ (jeugd)spelers uitgekomen voor vertegenwoordigende elftallen van hun land. In het onderstaand schema worden alle spelers van AZ opgesomd die op een eindronde van een jeugdtoernooi onder auspiciën van de UEFA of FIFA actief waren, exclusief eventuele dispensatiespelers.
Het prestigieuze toernooi van Toulon, waar teams deelnemen op basis van uitnodiging, wordt niet door een van beide organisaties georganiseerd. Spelers van AZ die daar actief waren zoals Kemy Agustien, Jeremain Lens, Milano Koenders, Giliano Wijnaldum en Graziano Pellè missen hierdoor een vermelding in onderstaand schema.
| Jaar | Toernooi                  | Naam speler             | Team                        | Prestatie    |
| ---- | ------------------------- | ----------------------- | --------------------------- | ------------ |
| 2021 | EK onder 21               | Myron Boadu             | Jong Oranje                 | n.n.b.       |
| 2021 |                           | Teun Koopmeiners        | Jong Oranje                 | n.n.b.       |
| 2021 |                           | Dani de Wit             | Jong Oranje                 | n.n.b.       |
| 2019 | WK onder 17               | Soulyman Allouch        | Nederland O-17              | Vierde       |
| 2019 |                           | Mohamed Taabouni        | Nederland O-17              | Vierde       |
| 2019 | EK onder 17               | Soulyman Allouch        | Nederland O-17              | Winnaar      |
| 2019 |                           | Mohamed Taabouni        | Nederland O-17              | Winnaar      |
| 2018 | EK onder 17               | Mees Bakker             | Nederland O-17              | Winnaar      |
| 2018 |                           | Bram Franken            | Nederland O-17              | Winnaar      |
| 2018 |                           | Kenzo Goudmijn          | Nederland O-17              | Winnaar      |
| 2017 | EK onder 19               | Teun Koopmeiners        | Nederland O-19              | Halve finale |
| 2017 | EK onder 17               | Myron Boadu             | Nederland O-17              | Kwartfinale  |
| 2017 |                           | Justin de Haas          | Nederland O-17              | Kwartfinale  |
| 2017 |                           | Thijs Oosting           | Nederland O-17              | Kwartfinale  |
| 2017 |                           | Jasper Schendelaar      | Nederland O-17              | Kwartfinale  |
| 2016 | EK onder 17               | Owen Wijndal            | Nederland O-17              | Halve finale |
| 2015 | EK onder 19               | Thomas Ouwejan          | Nederland O-19              | Groepsfase   |
| 2015 | EK onder 17               | Teun Bijleveld          | Nederland O-17              | Groepsfase   |
| 2013 | EK onder 21               | Adam Maher              | Jong Oranje                 | Halve finale |
| 2013 | EK onder 19               | Wesley Hoedt            | Nederland O-19              | Groepsfase   |
|      |                           | Nick Olij               | Nederland O-19              | Groepsfase   |
| 2012 | EK onder 17               | Thom Haye               | Nederland O-17              | Winnaar      |
|      |                           | Nick Olij               | Nederland O-17              | Winnaar      |
| 2011 | EK onder 21               | Johann Berg Gudmundsson | Jong IJsland                | Groepsfase   |
|      |                           | Kolbeinn Sigthórsson    | Jong IJsland                | Groepsfase   |
| 2011 | WK onder 17               | Thom Haye               | Nederland O-17              | Groepsfase   |
|      |                           | Joris van Overeem       | Nederland O-17              | Groepsfase   |
| 2011 | EK onder 17               | Thom Haye               | Nederland O-17              | Winnaar      |
|      |                           | Joris van Overeem       | Nederland O-17              | Winnaar      |
| 2010 | EK onder 19               | Erik Schouten           | Nederland O-19              | Groepsfase   |
| 2009 | WK onder 20               | James Holland           | Australië O-20              | Groepsfase   |
| 2009 | WK onder 17               | Adam Maher              | Nederland O-17              | Groepsfase   |
| 2009 | EK onder 17               | Mohamed Madmar          | Nederland O-17              | Tweede       |
| 2008 | Olympisch Voetbaltoernooi | Kees Luijckx            | Nederlands Olympisch Elftal | Kwartfinale  |
|      |                           | Mousa Dembélé           | Belgisch Olympisch Elftal   | Vierde       |
|      |                           | Sébastien Pocognoli     | Belgisch Olympisch Elftal   | Vierde       |
|      |                           | Sergio Romero           | Argentijns Olympisch Elftal | Goud         |
| 2008 | EK onder 17               | Oğuzhan Özyakup         | Nederland O-17              | Halve finale |
| 2007 | WK onder 20               | Sergio Romero           | Argentinië O-20             | Winnaar      |
| 2007 | EK onder 21               | Ryan Donk               | Jong Oranje                 | Winnaar      |
|      |                           | Julian Jenner           | Jong Oranje                 | Winnaar      |
|      |                           | Haris Međunjanin        | Jong Oranje                 | Winnaar      |
|      |                           | Boy Waterman*           | Jong Oranje                 | Winnaar      |
| 2007 | EK onder 21               | Maarten Martens         | Jong België                 | Halve finale |
| 2007 | EK onder 17               | Pepijn Kluin            | Nederland O-17              | Zesde        |
|      |                           | Marko Vejinović         | Nederland O-17              | Zesde        |
|      |                           | Wouter de Vogel         | Nederland O-17              | Zesde        |
| 2006 | EK onder 21               | Haris Međunjanin        | Jong Oranje                 | Winnaar      |
|      |                           | Stijn Schaars           | Jong Oranje                 | Winnaar      |
|      |                           | Demy de Zeeuw           | Jong Oranje                 | Winnaar      |
| 2005 | WK onder 20               | Haris Međunjanin        | Nederland O-20              | Kwartfinale  |
|      |                           | Job Bulters             | Nederland O-20              | Kwartfinale  |
| 2005 | WK onder 17               | Ruud Vormer             | Nederland O-17              | Derde        |
| 2005 | EK onder 17               | Ruud Vormer             | Nederland O-17              | Tweede       |

*Boy Waterman stond nog onder contract bij sc Heerenveen maar kwam op huurbasis uit voor AZ en zou na het toernooi definitief worden overgenomen door AZ. De facto was Waterman al speler van AZ.